# زيلينوغراد
زيلينوغراد (بالروسية: Зеленоград) هي إحدى مدن روسيا في الكيان الفدرالي الروسي موسكو.

## توأمة
لزيلينوغراد اتفاقيات توأمة مع كل من:
- أونترشلايسهايم
- تلسا

## أعلام
- ايفان لابين
- أندري درازدوف